# Bisabolène
Les bisabolènes sont un groupe de composés organiques naturels de structure proche et qui sont des sesquiterpènes monocycliques. Ils sont présents dans l'huile essentielle de nombreux végétaux comme le citron, le cubèbe ou l'origan. Le β-bisabolène a une odeur balsamique et est approuvé comme additif alimentaire en Europe.
Les bisabolènes sont des intermédiaires dans la biosynthèse de nombreux autres composés chimiques naturels comme l'hernandulcine aux propriétés édulcorantes.

## Stéréochimie
- L'α-bisabolène possède deux stéréoisomères, Z et E. Le stéréoisomère naturel serait le E. Chaque stéréoisomère existe sous la forme d'une paire d'énantiomères car l'atome de carbone 4, en para du méthyle, dans le cycle hexène est asymétrique.
- Le β-bisabolène possède deux énantiomères, R et S. L'énantiomère naturel serait le S-(–).
- Le γ-bisabolène possède deux stéréoisomères, Z et E. Le stéréoisomère naturel serait le Z.